# Bisdom Khunti
Het bisdom Khunti (Latijn: Dioecesis Khuntiensis) is een rooms-katholiek bisdom met als zetel Khunti, in India. Het bisdom is suffragaan aan het aartsbisdom Ranchi. 

## Geschiedenis
Het bisdom werd opgericht op 1 april 1995, uit delen van het aartsbisdom Ranchi.

## Parochies
Het bisdom had in 2021 een oppervlakte van 3.765 km2 en telde 909.000 inwoners waarvan 10,5% rooms-katholiek was.

## Bisschoppen
- Stephen M. Tiru (1 april 1995 - 3 maart 2012)
- Binay Kandulna (30 november 2012  - heden; apostolisch administrator sinds 5 maart 2012)

Ranchi (aartsbisdom) · Daltonganj · Dumka · Gumla · Hazaribag · Jamshedpur · Khunti · Port Blair · Simdega